# Lasioglossum eickwortellum
Lasioglossum eickwortellum är en biart som först beskrevs av Engel 2001.  Lasioglossum eickwortellum ingår i släktet smalbin, och familjen vägbin. Inga underarter finns listade i Catalogue of Life.